# 暴力团

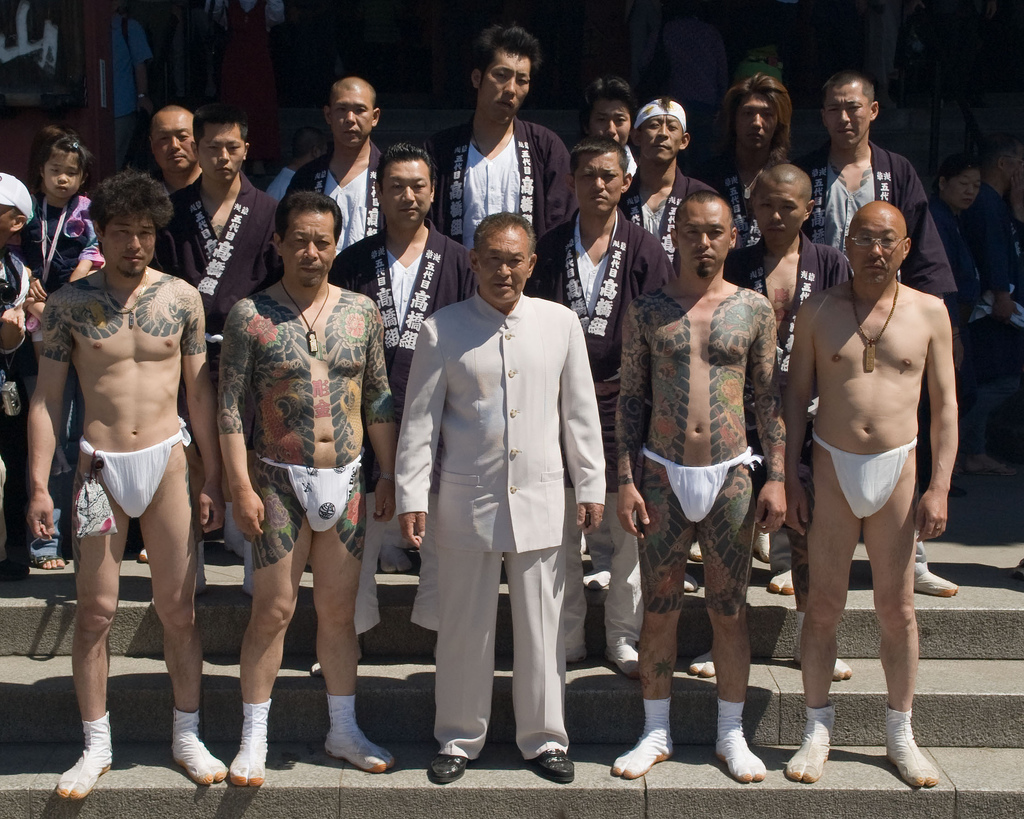
参加三社祭的暴力团成员

暴力团（日语：／ bōryokudan）是指以暴力或暴力脅迫方式進行犯罪的反社會團體，為日本警察称呼黑道組織的词汇，大概與陸港澳臺的黑社會同等。这些组织一般自称任侠团体或仁侠团体。按照《暴力团对策法》被都道府县公安委员会指定的团体，被称呼为指定暴力团。到2006年12月為止，指定暴力团包括六代目山口组、稻川会、住吉会等24个团体。

## 歷史
江戶時代的黑道大概出自於兩類人，一為攤販系列，二為賭徒系列。
「攤販」（的屋）或「小販」者（香具師），奉祀神農大帝、天照大神。從事經營賭博事業的「賭徒」（博徒），奉祀春日權現、八幡大菩薩；他們的生活往往與暴力相關連，是士大夫所不齒，社會地位類似賤民身分，如果從事正職，多半是都市中的消防隊員。
二次大戰日本投降後的蕭條中，形成了「不良少年集團」組織（愚連隊）。攤販、賭徒、愚連隊，此三類為現代「暴力團」雛型。

## 結緣方式（盃事）
- 神農盃：跡目相続；先代組長跡目的讓渡或繼承
- 親子盃：父輩與子輩的結緣方式
- 兄弟盃：同輩的結緣方式
- 手打盃：兩組織間競賽自決的方式；由第三者仲裁

※世代交替：新代組長必須進行一連串的繼承式〔襲名式〕及結緣式〔親子、兄弟〕，方完成交替。

## 指定暴力团

### 非指定暴力团
- 寄居分家五代目（群馬縣）
- 七代目吉羽會（埼玉縣）
- 五代目龜屋一家（埼玉縣）
- 竹澤會（千葉縣）
- 東亞會（東京都）
- 八代目飯島會（東京都）
- 丁字家會（東京都）
- 姉ヶ崎會（東京都）
- 桝屋會（東京都）
- 杉東會（東京都）
- 新門連合會（東京都）
- 上州家會（東京都）
- 醍醐會（東京都）
- 箸家會（東京都）
- 花又會（東京都）
- 岡庭會（東京都）
- 下谷花島會（東京都）
- 五代目松坂屋一家（東京都）
- 飴德連合會（神奈川縣）
- 横濱金子會（神奈川縣）
- 五代目德力一家（神奈川縣）
- 櫻井總家（静岡縣）
- 中京神農會（愛知縣）
- 忠成會（兵庫縣）
- 二代目松浦組（兵庫縣）
- 二代目竹中組（岡山縣）
- 二代目中国高木會（広島縣）
- 九州樫田會（福岡縣）
- 九州三代目立川會（福岡縣）
- 九州神代連會（佐賀縣）
- 二代目熊本會（熊本縣）
- 山心會（熊本縣）
- 九州三代目村上組（大分縣）

## 外部連結
- 警察廳 (日本)
  - 組織犯罪対策
- 暴力団員による不当な行為の防止等に関する法律（《暴力団対策法》） - 総務省 法令データ提供システム
- 松江地区建設業暴力追放対策協議会 （页面存档备份，存于）
  - 指定暴力団 （页面存档备份，存于）
  - 暴力団ミニ講座 （页面存档备份，存于）
- 全国暴力追放運動推進センター